# Městské divadlo (Pardubice)

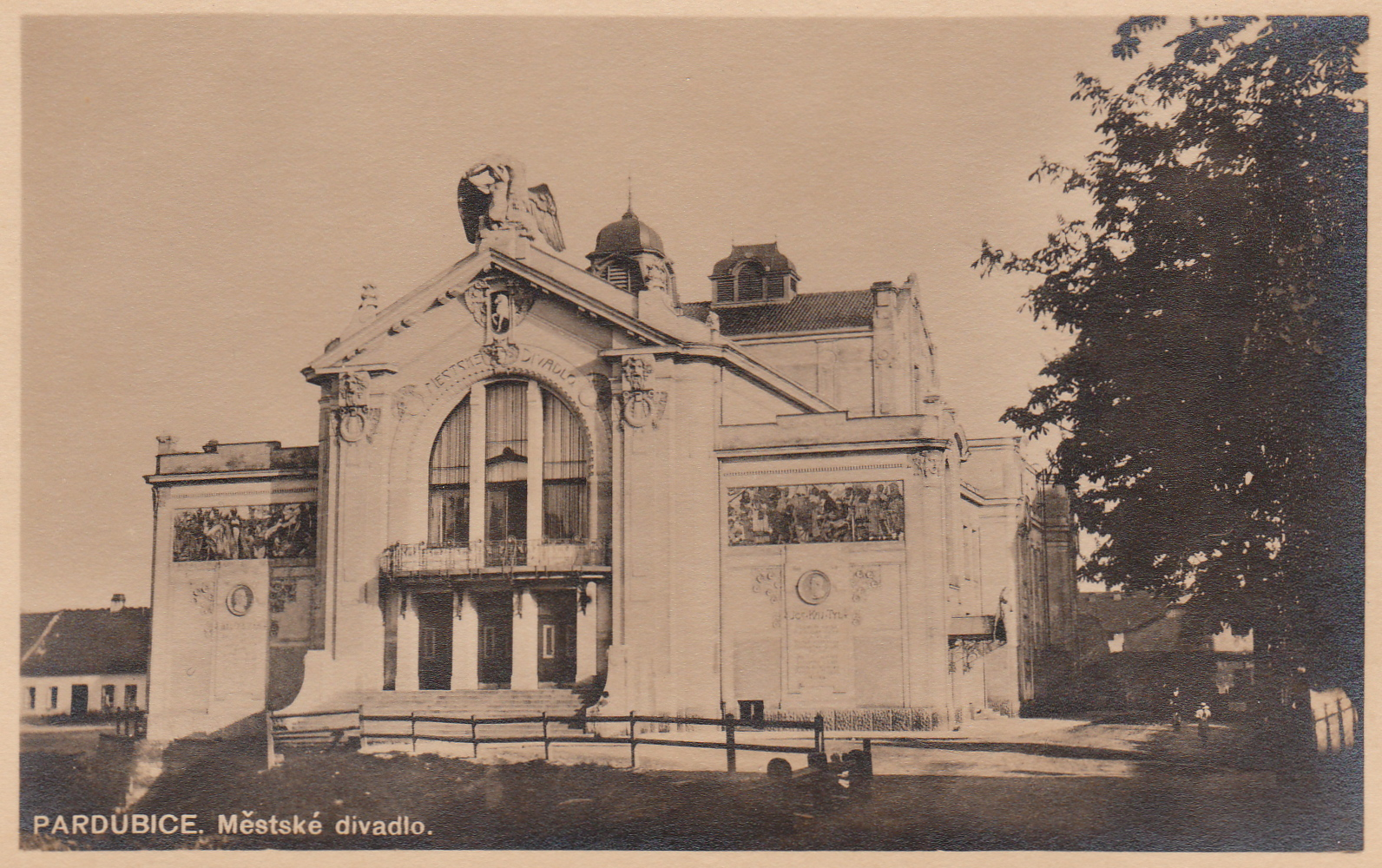
Městské divadlo v Pardubicích na historické fotografii

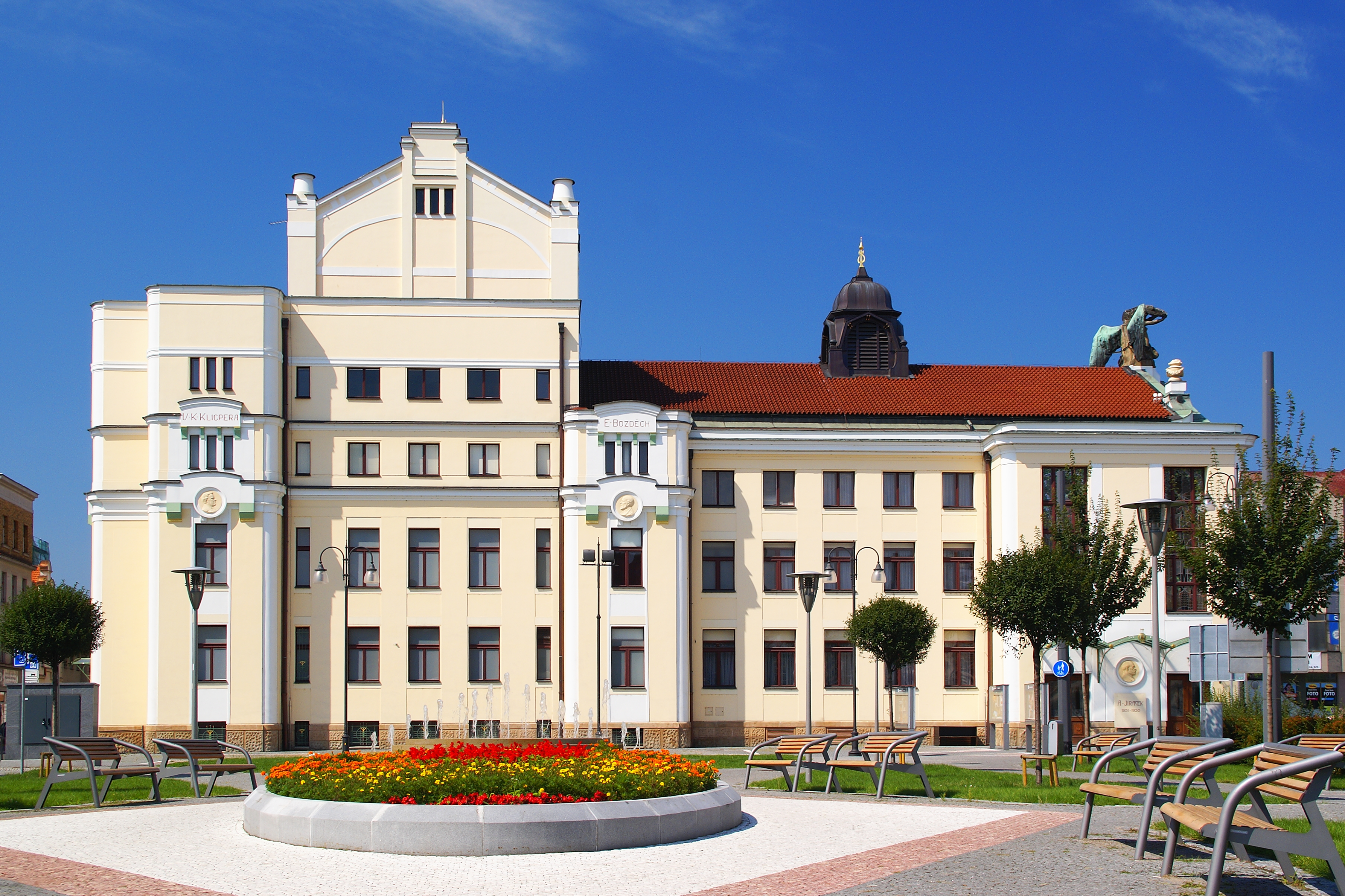
Městské divadlo v roce 2008

Městské divadlo Pardubice je secesní divadlo, postavené v letech 1907–1909 v Pardubicích. Je největší divadelní scénou ve městě a zároveň domovskou scénou souboru Východočeského divadla Pardubice.

## Stavba
Autorem projektu divadla je architekt Antonín Balšánek. Základní kámen byl položen 16. května 1907, přičemž stavba budovy trvala dva a půl roku. Mramorová deska základního kamene je k vidění uvnitř budovy ve vstupní hale. Provoz Městského divadla byl oficiálně zahájen 11. prosince 1909. Původní kapacita divadla byla 163 sedadel a šest lóží v přízemí a 82 sedadel a osm lóží v patře.
Na výzdobě budovy a jejích interiérů se podílela řada umělců. Oponu a vlysy na průčelí divadla maloval akademický malíř František Urban. Autorem sochy Genia na čele budovy je akademický sochař Bohumil Kafka. Akademický sochař Bohumil Vlček dále vytvořil osm medailonů umístěných na fasádě budovy. Například v průčelí budovy byly medailony Bedřicha Smetany a J. K. Tyla.
V letech 1925–1926 byla kapacita divadla rozšířena o 300 sedadel a oba medailony byly z průčelí odstraněny.

## Požár

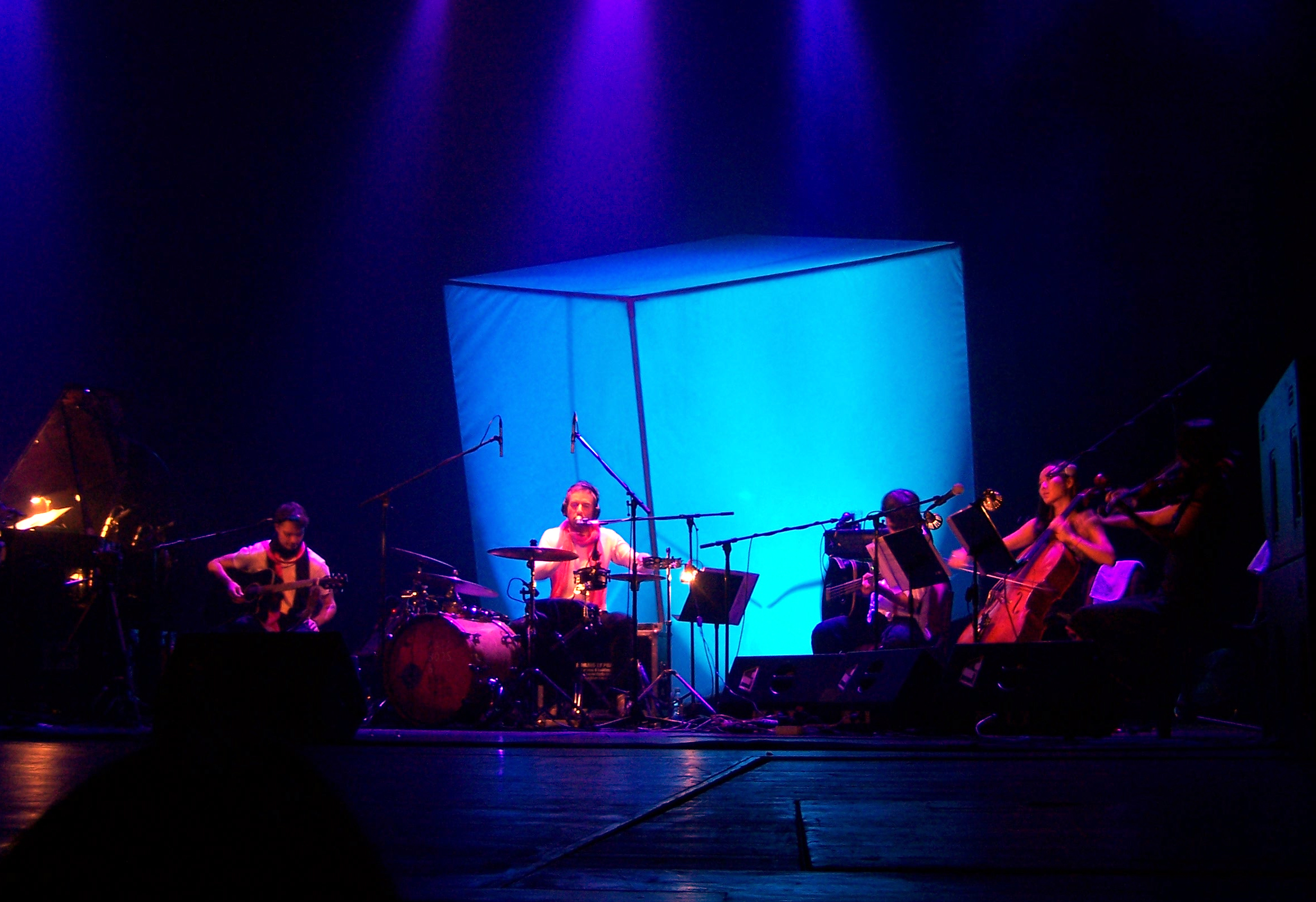
První koncert turné Tata Bojs & Ahn Trio – Smetana reTour 09. Městské divadlo v Pardubicích

Dne 30. března 1931 bylo divadlo vážně poškozeno požárem. Požár vypukl v provazišti v průběhu večerního představení operety Čeští muzikanti a během pouhých dvou minut zachvátil celé jeviště. Zničeno ale bylo nejen jeviště, ale i opona a sklad dekorací. Rekonstrukce divadla město tehdy stála tři čtvrtě milionu korun.

## Současnost
V nedávné době byla celá budova nákladně rekonstruována. V roce 2002 proběhla rekonstrukce hlediště, provedená podle projektu architekta Miroslava Řepy. Součástí rekonstrukce byla malba repliky secesní opony Františka Urbana, která shořela při požáru divadla v roce 1931. Repliku namaloval akademický malíř Václav Špale. V roce 2003 pak byly zahájeny práce na obnově fasády. Projektovali je architekti Miroslav Řepa a Vladimír Mlejnek (stejní autoři stojí rovněž za projektem rekonstrukce přilehlého Smetanova náměstí).